# Кипуче
Кипу́че (до 1923 року — Катери́нівка, Новокатери́нівка, у 1923–1938 — селище імені Арте́ма, у 1938–2016 — Арте́мівськ) — місто в Україні, в Алчевській міській громаді Алчевського району Луганської області. Населення 7373 осіб.

## Географія
Сусідні населені пункти: міста Брянка на півночі, Зоринськ і села Малоіванівка на південному заході, Чорногорівка, Адріанопіль, селище Ящикове на півдні, міста Перевальськ на сході, Алчевськ на північному сході.

## Історія

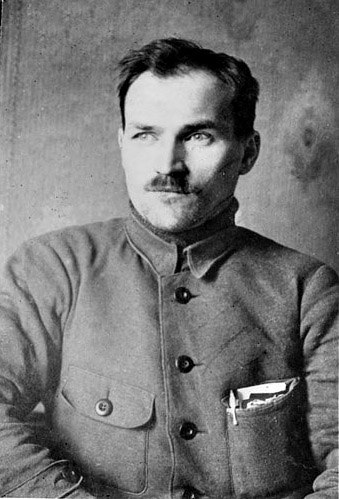
Товариш Артем

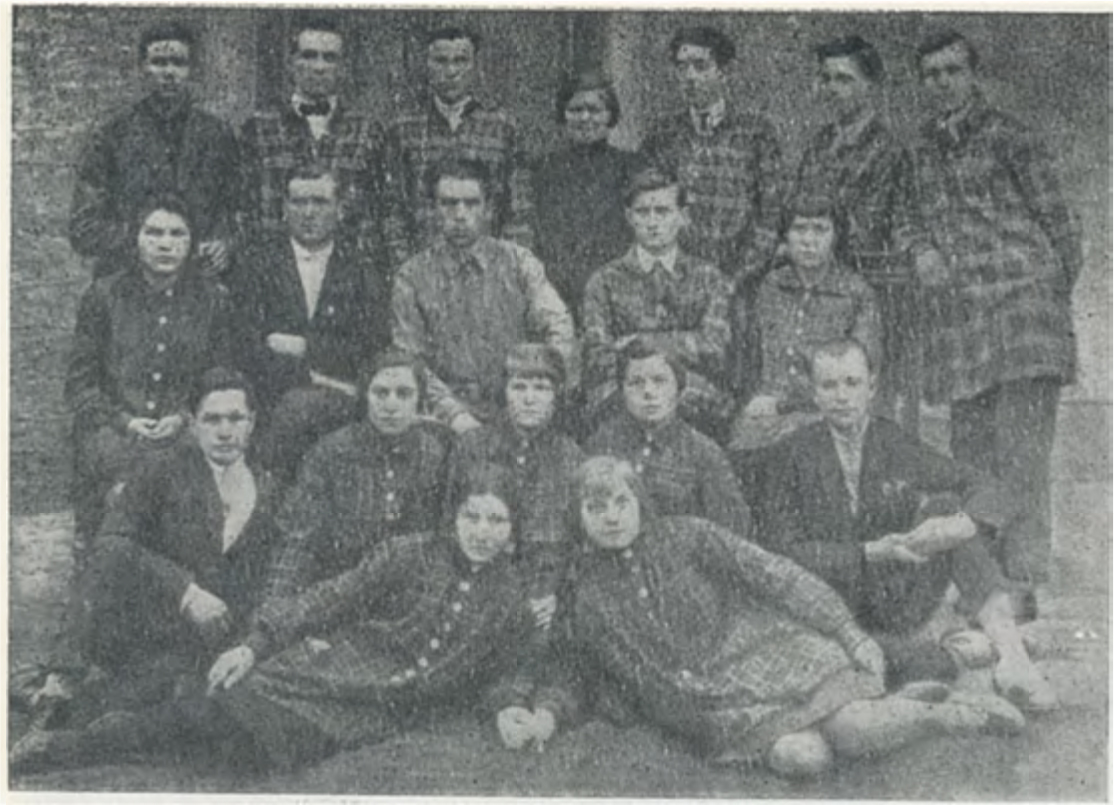
Агітбригада «Синя блуза» шахти № 10 ім. Артема. 1928 рік

Заснування міста у праці «Історія міст і сіл УРСР» відноситься до 1911 року, при цьому в обліковій картці на сайті Верховної Ради України зазначена дата існування селища з 1910 року. На мапі Федора Шуберта 1875 року територія сучасного міста позначена як «Копи Кам'яного вугілля та Антрациту».
Раніше 1875 року на території міста почали видобувати кам'яне вугілля та антрацит. Приблизно у цей час побудовані перші землянки. Навколо залізничної станції «Кипуча» у 1878 році група фахівців та найнятих працівників почали бити перші короткі шурфи. У червні цього ж року закладені шахти № 11 (№ 29-30) та № 14 (№ 9 — Дев'ята). Шахта № 16 (№ 10 імені Артема) була закладена для будівництва влітку 1911 року за фінансування Катеринівського гірничопромислового товариства, перші роботи відбулись влітку 1910. За згадками старожила М. Є. Алтухова, всі три селища при шахтах № 11, № 14, № 16 мали єдину назву — Катеринівський рудник. Першозасновники були переселенці з Харківщини, Полтавщини, Орловської, Курської, Воронезької, Тамбовської, Мордовської, Татарської губерній.

Відомі імена деяких першозасновників М. Є. Алтухов, Б. А. Сивий, А. І. Безсмертний, браття Пєлєхови, Кузьма Пронін, Микола Строєв, та інші. Власник рудника француз Андре Де-Вулич. 
Улітку 1910 року почалось будівництво вулиці Головної, яка знаходилась на сучасній вулиці Рози Люксембург, у цьому ж році було побудовано перший кам'яний будинок у Катеринівці, який розташований на вулиці Серго 8.
Видобування вугілля почалось у 1913 році безпосередньо з шахт. Селище отримало назву Катеринівка (Новокатеринівка). Селище розширювалось, почалось будівництво дерев'яних бараків. Влітку 1914 року в Катеринівці побудована рудникова лікарня (зараз адміністративна будівля міської лікарні) та відкрита початкова школа на 2 класи. В її рядах вчаться діти християнського віросповідання купецького, ремісничого, селянського походження віком 8-12 років. В школі навчались діти шахт № 11, № 14. 4 березня 1917 року відбулось створення Катеринівського селищної Ради робітників. Перший представником рудничної Ради обраний меншовик Бат Петро Захарович. На початку 1914 року, у Катеринівці мешкало 850—900 чоловік. При церкві відкривається вечірня школа для дорослих. 1 серпня 1914 року почалася Перша світова війна, з Катеринівки на війну у лави армії Російської імперії мобілізовані більш ніж 200 шахтарів. В серпні 1916 року пройшов дводенний страйк під керівництвом більшовиків, з вимогою збільшити зарплатню на 20 %. Вимога виконана. На руднику запрацював первинний осередок РСДПРП (б).
У березні 1917 року обрана руднична Рада робітничих депутатів. Замість меншовика головою Катеринівського рудничної Ради обраний Т. Т. Фролков. Після Жовтневого перевороту шахтарі рудника провели перевибори Катеринівської Ради робочих депутатів, яка складалась з 80 депутатів. 25 депутатів з головою представником виконкому, більшовиком І. І. Ніколаєнко створили виконком, замінивши на посаді есера.
Встановлення радянської влади зазнавало спротиву. У грудні 1917-го року сформований червоногвардійський загін. Командир І. Т. Пєлєхов, комісар — Н. І. Строєв. Загін брав участь в складі Червоної армії у Першій радянсько-українській війні. Деяка група катеринівських гірників увійшла у Перший Луганський соціалістичний загін, який тримав оборону від австро-німецьких військ. У 1918 році Декретом Ради народних комісарів усі великі підприємства, у тому числі й шахти — націоналізовані. Рудник № 16 — знищений.

У квітні 1918 року австро-німецькі війська звільнили місто, так само прибула й варта Української Центральної Ради, потім Української Держави. Після відходу австро-німецьких військ у 1918 році, варта лишалася до 1919 року. З червня по грудень 1919 року селище перебувало під владою денікінців. У грудні 1919 року Катеринівку зайняли частини Першої кінної армії й встановили радянську владу. Близько 300 шахтарів Катеринівського рудника були у лавах Червоної армії. На похоронах Леніна у січні 1924 року в складі луганської делегації катеринець Т. В. Лаптєв. 

Січень 1924 року. Делегація шахтарів Луганщини біля тимчасового мавзолею В. І. Леніна.

У 1923 році шахти № 11 та № 14 перейшли на рудоуправління імені Паризької Комуни, шахта № 16 стала називатися шахтою № 10 імені Артема. Перше двоповерхова будівля в Артемівська була побудована у 1924 році для контори шахти № 10 імені Артема. Після війни в ній розміщувався навчально-курсовий комбінат шахти. Зараз в ній знаходиться міська поліклініка. У 1925 році видобуток вугілля на шахті імені Артема становила 620—630 тонн на добу. У селищі з'явилися дві нові вулиці — Комунальна та Дзержинського, місцева електростанція надала освітлення в квартири мешканців, відкрилися дві державних крамниці, робоча їдальня, пекарня. Медичну допомогу надавали медпункт та амбулаторія. Здійснювалася робота з ліквідації неписьменності серед населення, підвищенню культурного рівня мешканців. У 1920 році в селищі відкрилися дві початкові школи, вечорами тут проводилися заняття груп лікнепу. В ці роки побудований перший водопровід міста. До 1929 року неграмотність серед дорослого населення Артемівська в основному ліквідована. У 1925 році в селищі відкрили клуб, при ньому працювали гуртки художньої самодіяльності — драматичний, танцювальний, хоровий, агітбригада «Синя блуза». Клуб мав назву імені учасника громадянської війни О. Пєлєхова. Від організованого Радянською владою штучного голоду 1932—1933 років загинуло 522 мешканці. Радянська влада принесла за собою й хвилі репресій. У 1937—1938 роках було репресовано (засуджено до довготривалих термінів позбавлення волі або розстріляно) більше як 160 робітників шахти та мешканців Артемівська. Серед них, було розстріляно 3 директори шахти № 10 імені Артема та 1 головний інженер
1935 р. завершено будівництво стадіону та ставу, якого називають в народі Кипучанський. Перший план забудови міста відноситься до 1940 року. У вересні 1954 р. було опубліковано перший номер газети «Артемовец». У 1959 р. було завершено будівництво 23 двохповерхневих будинків житлового сектора на вул. Артема.
Місто постраждало внаслідок геноциду українського народу, вчиненого урядом СРСР у 1932—1933 роках, кількість встановлених жертв — 522 мешканців.

Першотравневий мітинг трудящих Артемівська в 1938 році

 У 1939 році в Артемівську проживало 9150 людей. Почали працювати дві середні школи, у яких навчалося 1650 учнів. У селищі працювала поліклініка на 40 ліжок, персонал якої становив 16 лікарів і фахівців з середньою медичною освітою. Селище було повністю радіофіковане та електрифіковане. В період Другої світової війни у німецько-радянському збройному конфлікті місто окуповано 12 липня 1942 року. На роботи до Німеччини нацисти відправили 177 жителів. Перед окупацією радянські диверсанти підірвали і затопили шахту № 10 ім. Артема, знищили 16893 м² житла, спалили клуб, розгромили будівлі обох шкіл та магазину. Приміщення станції Кипуча було перетворено на руїни. Таким чином застосована тактика випаленої землі. Німці спробували відновити дрібні шахти. Проте їх дії були зведені нанівець радянськими диверсантами.
Після 443 днів окупації 2 вересня 1943 року, відбулось звільнення міста Радянським Союзом. Звільнили місто вояки 315-ї стрілецької дивізії під командуванням полковника Дмитра Куропатенка.
Багато жителів міста, які були у лавах Червоної армії на фронтах Другої світової війни. Орденами і медалями нагороджені 447 осіб, а колишній шахтар Василь Стасюк нагороджений званням Героя Радянського Союзу. З 700 жителів селища, які брали участь у німецько-радянському збройному конфлікті, близько 300 осіб загинули на полях битв. Дані щодо кількості мешканців Артемівська в лавах УВВ та інших військових формувань на даний момент не досліджені.
Наприкінці 1943 року шахтарі відбудували 1775 м² житлової площі. Розпочали свою роботу школа та поліклініка. На початку 1944 року почала працювати бібліотека, дитячий садок і дошкільні заклади, їдальня і пекарня, швейна, клуб. У 1946 році гірники повністю відбудували шахту № 10 імені Артема.
У післявоєнні роки великі зміни відбулися в галузі освіти і культури. У місті працювало чотири середні школи, у яких навчалось 2,5 тисячі дітей. У вечірній середній школі навчалось 254 особи. В. Б. Сивий, В. А. Сафонов стали докторами наук, Р. Д. Богородченко (Скворцова), В. М. Івашин, Б. А. Зубков — кандидатами наук. Кандидатські дисертації захистили працівники шахти № 10 ім. Артема, викладання у вишах проводили Я. Д. Пучков, Е. П. Ковтун.
У 1956 році в Артемівську починається будівництво двох шахт. Шахту «Луганська» побудували комсомольці Луганщини, а «Кіровоградська» — молоді будівельники Кіровоградської області. Обидві шахти стали до ладу в січні 1958 року. Після закінчення будівництва 620 молодих працівників залишилися працювати в Комсомольському шахтоуправлінні.
У вересні 1954 року опубліковано перший номер газети «Артемовец». В 1959 році завершено будівництво 23 двоповерхових будинків житлового сектора на вулиці Артема.
У 1961 році німці завершили будівництво Палацу культури імені Володимира Леніна. У цьому ж році Артемівськ отримав статус міста районного підпорядкування.
В одному з листів Григір Тютюнник написав, чому саме селище отримало статус міста:
| Так, ось так, було наше селище та й по всьому. Але ось в ньому побудували будинок для культури, залили асфальтом метрів 400 вулиці. Залили та сказали: це тепер місто. За квартиру, світло, вугілля платити тепер не державі, точніше не школі, а самому вчителю. Ось скільки коштує одна єдина буква на мапі «М» (Артемівськ).Оригінальний текст (рос.) Да, так вот, был наш поселок и делу конец. Но вот в нем построили дом для культуры, залили асфальтом метров 400 улицы. Залили и сказали: это отныне город. За квартиру, свет, уголь платит теперь не государство, конкретнее не школа, а сам учитель. Вот сколькр стоит одна единственная буква на карте «Г» (Артемовск). |
З 1962 року по 1963 рік він викладав у вечірній середній школі № 5. В Артемівську написані його перші твори, та саме з цього міста почався його процес самоідентифікації, де він прийшов до української мови та син Григора, Михайло, народився саме в Артемівську. Квартирував він на вулиці Комсомольській, 9 з дружиною.
У 1965 році в місті працювало 4 школи і планувалося побудувати ще 2 школи, 10 бібліотек, клуб ДТСААФ. У 1966 році затверджено генеральний план забудови Артемівська (3-й за рахунком).
|  |  |
|  |  |

У 80-х роках приміщення вечірньої школи № 5 згоріло.
У квітні 1985 року біля пам'ятника «Борцям за встановлення радянської влади в Артемівську» закладено парк на честь 40-ї річниці перемоги Радянського союзу у Другій світовій війні.

У 90-х роках, шахтарі Артемівська підтримали шахтарський страйк на Донбасі. 

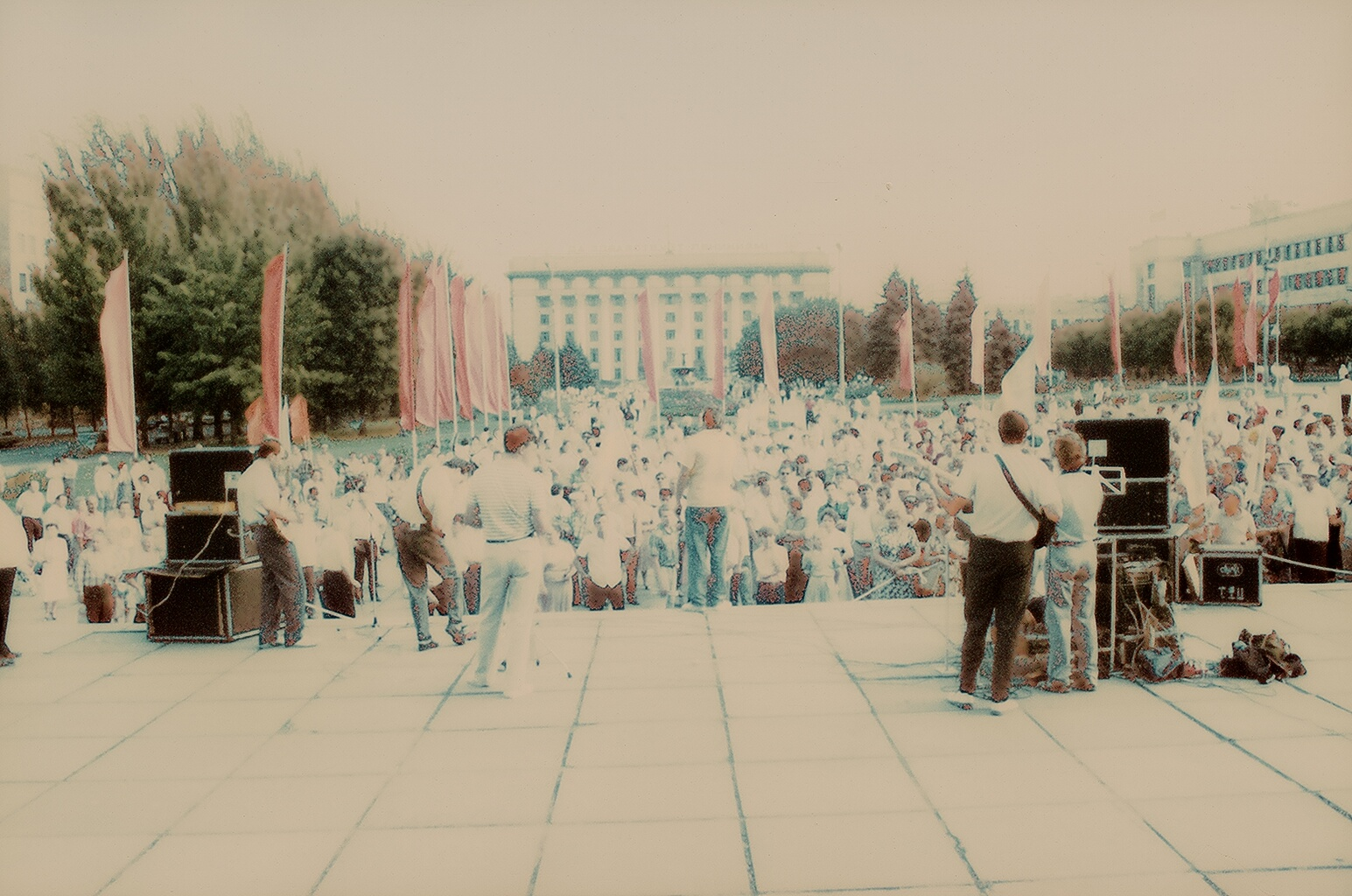
Шахтарський мітинг біля Міністерства вугільної промисловості України, Донецьк, 1990 рік.

З часів незалежності України місто Артемівськ почало занепадати. Йдуть розмови про надання статусу селища міського типу. В червні 2004 року в Артемівську почалась газифікація. Газифіковано перший будинок на вул. Кутузова. 19 жовтня 2004 року прийнято Устав територіальної громади Артемівська (рішення 19-ї сесії 4 скликання Артемівської міської ради № 19/1). В грудні 2008 року почало працю кабельне телебачення у багатоповерхівках на вул. ім. 9 травня.
9 травня 2009 року відкриття нового пам'ятника загиблим артемівцям у роки Другої світової війни. У червні 2009 року почались роботи у багатоповерховому секторі (9 травня, вул. Крокоса, вул. Свиридова) кабельної мережі інтернет.
З серпня 2014 року місцева влада не підпорядковується центральній владі України та місто перебуває в окупації самопроголошеною Луганською республікою. Мер міста неодноразово затриманий.
Згідно з проектом постанови № 4086 про перейменування населених пунктів на тимчасово окупованих територіях Донецької та Луганської областей, Артемівськ перейменовується у місто Кипуче.
12 червня 2020 року, відповідно до Розпорядження Кабінету Міністрів України  № 717-р «Про визначення адміністративних центрів та затвердження територій територіальних громад Луганської області», увійшло до складу Алчевської міської громади.
17 липня 2020 року, в результаті адміністративно-територіальної реформи та ліквідації Перевальського району увійшло до складу Алчевського району.

## Розташування
Місто розташоване на сході України, у південно-західній частині Луганської області. Розміщене в геоморфологічній області Донецька височина. На півдні території міста, протікає річка Біла. Загальна територіальна площа міста 16,25 км². Сусідні населені пункти — місто Алчевськ, місто Зоринськ, місто Перевальськ, місто Брянка, селище міського типу Ящикове, селище Новоселівка. На території міста розташована залізнична станція Кипуча. Через місто проходить ділянка найдовшого європейського автошляху E40, з'єднану в автомобільний шлях міжнародного значення М30.

### Геологічна будова
Має кам'яновугільну систему ґеолоґічної будови, з чергуванням арґілітів, алевролітів, пісковиків, вапняків та пластів кам'яного вугілля.

### Тектонічна будова
Місто розташоване в зоні дрібної складчастості, через нього проходить межа північного докембрійського рифту. Глибина залягання поверхні докембрійського фундаменту на південному схилі Воронезької антеклізи Східно-європейської платформи приблизно 16000 метрів. Серед корисних копалин переважає кам'яне вугілля.

### Геоморфологічна будова
Місто розташоване на структурно-денудаційній інтенсивно розчленованій височині на дислокованій палеозойській основі. Територія міста денудаційна, та структурно-денудаційна пасмово-гривиста, місяцями купольно-залишкова рівнина. Біля річки «Біла» — заплавні тераси. Дуже значна густота яружної мережі. Щільність ярів середня.

## Клімат
Клімат Кипучого  — помірно континентальний. Літо спекотне, середня температура липня від 21,8 °C до 23,1 °C; зима холодна, середня температура січня від −6 до −8 °C. Опадів за рік — 400—500 мм.
| Клімат Артемівськ       | Клімат Артемівськ | Клімат Артемівськ | Клімат Артемівськ | Клімат Артемівськ | Клімат Артемівськ | Клімат Артемівськ | Клімат Артемівськ | Клімат Артемівськ | Клімат Артемівськ | Клімат Артемівськ | Клімат Артемівськ | Клімат Артемівськ | Клімат Артемівськ |
| Показник                | Січ.              | Лют.              | Бер.              | Квіт.             | Трав.             | Черв.             | Лип.              | Серп.             | Вер.              | Жовт.             | Лист.             | Груд.             | Рік               |
| Середній максимум, °C   | −3                | −2                | 4                 | 14                | 20                | 24                | 26                | 25                | 20                | 12                | 4                 | 0                 | 12                |
| Середня температура, °C | −6                | −5                | 1                 | 10                | 16                | 20                | 22                | 21                | 15                | 8                 | 2                 | −2                | 9                 |
| Середній мінімум, °C    | −9                | −8                | −3                | 6                 | 11                | 14                | 16                | 15                | 10                | 4                 | 0                 | −5                | 4                 |
| Норма опадів, мм        | 36                | 29                | 29                | 39                | 44                | 62                | 51                | 39                | 33                | 27                | 42                | 43                | 474               |
| ----------------------- | ----------------- | ----------------- | ----------------- | ----------------- | ----------------- | ----------------- | ----------------- | ----------------- | ----------------- | ----------------- | ----------------- | ----------------- | ----------------- |
| Джерело: meteoprog.ua   |                   |                   |                   |                   |                   |                   |                   |                   |                   |                   |                   |                   |                   |

### Природні води
Середній річний стік річок понад 2 л/сек з км². Поверхневий стік річок 30 мм. Підземний стік річок 5 мм. Річка Біла відноситься до типу річок плоских височин. В середньому з 40-30 м глибина місцевого базису ерозії 100-60 м нахил (падіння) 3-1 м/км. Густота річкової мережі 0.31-0.50 км/км². Нахил падіння малих річок 10-50 м/км. Середнє число днів з льодовими утвореннями на рік до 120.

### Ґрунти
Чорноземи звичайні щебенювати на елюзії щільних корінних порід. Сильна потенційна небезпека вітрової ерозії. Сильний ступінь прояву ерозії ґрунтів.

### Флора та фауна
Територія міста Кипуче відноситься до Донецької височезної степової зоогеографічної області, Лозно-Кам'янського зоогеографічному району. Сільськогосподарські землі та лісосмуги на місці степів.
Види, що найчастіше зустрічаються. Ссавці: сліпак, ховрах, полівка, миші, лисиця, заєць-русак, щур сірий, кажан, хатня миша. Птахи: горобці, ластівка, шпак, грак, горлиця кільчаста, серпокрилець, жайворонок, куріпка, перепел, боривітер, грак, ворона сіра. У водоймах суходолу. Ссавці: щур водяний. Птахи: качка, чапля, мартин, кулик. Плазуни: черепаха болотяна, вуж водяний. Землеводні: жаба, ропуха, тритон звичайний. Риби: окунь, бичок, йорж, щука, короп, карась, лящ, краснопірка, головень, сом, лин.

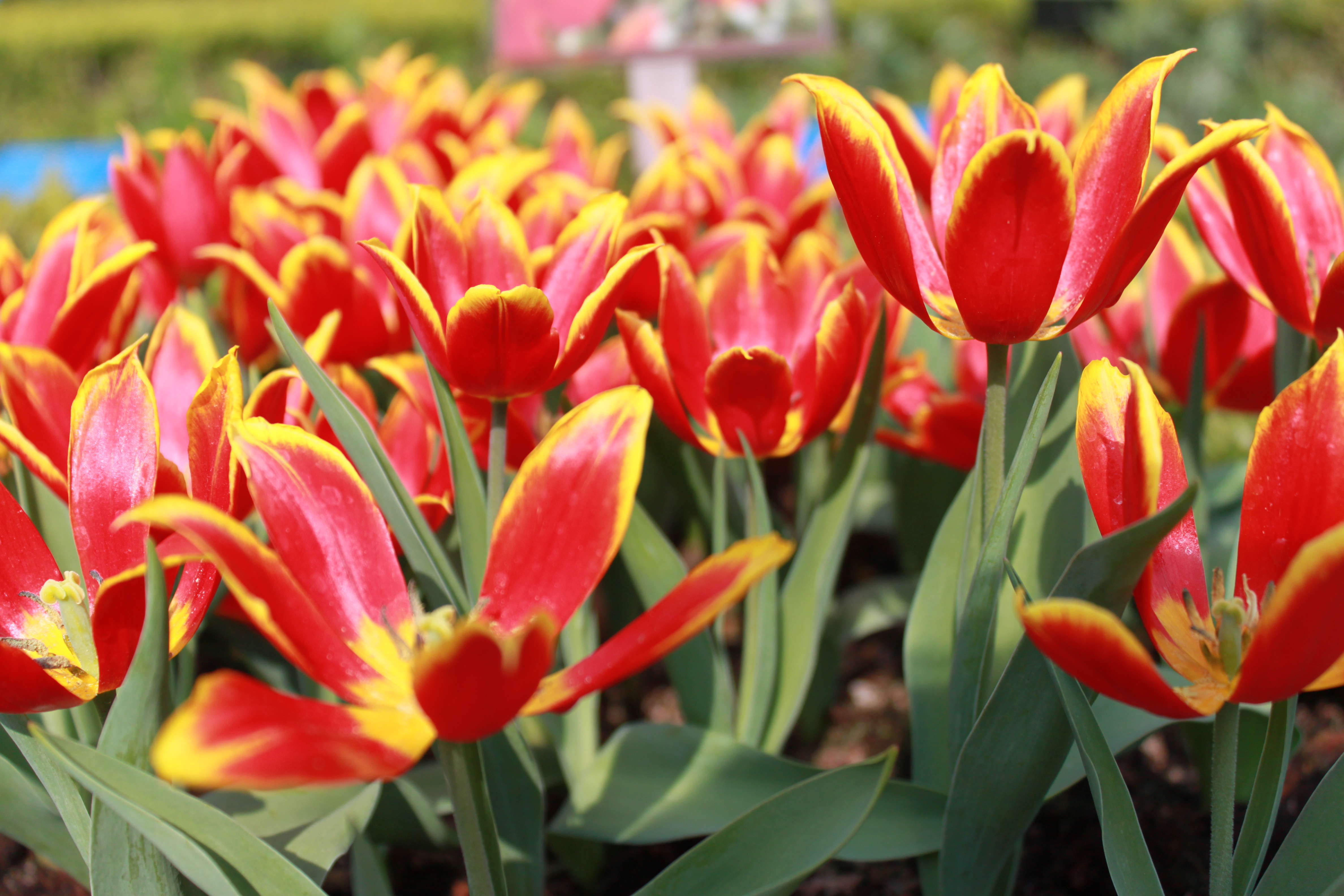
Тюльпан Шренка

Рослини, занесені до «Червоної книги України»: ковила волосиста, тюльпан Шренка, пролісок.

### Ландшафти
Північностеповий вид ландшафту, пасмовий та купольно-останцеві височини та їхні схили на герцинській основі з чорноземами звичайними середньо гумусними, розорані, з фрагментарною рослинністю різнотравно-типчаковоковилових степів, рослинністю кам'янистих відслонень та байрачними балками. Ландшафти річкових долин та яружнобалкової мережі заплавно-терасові поверхні річкових долин та великих балок з гудроморфиними ґрунтами різного ступеню зволоженості та солоності під заплавними лісами, чагарниками, та трав'янистою лугостеповою рослинністю.
Відомі назви історичних балок зображених на мапі Федора Шуберта, Товста балка та Велика балка.

## Економіка
Видобувна промисловість кам'яного вугілля. Видобуток вугілля відбувається підземним способом.
У малому-сільському господарстві молочно-м'ясне тваринництво, птахівництво, виробництво зерна, соняшнику, овочів. Питома вага сільськогосподарських угідь у загальній площі району 55-60 %. Питома вага фермерських сільськогосподарських угідь до сільськогосподарських угідь області менш як 5 %. Станом на 16.05.2014 рік зареєстровано 69 підприємств.
Садові товариства:
- «Артьомовець»
- «Шахтар»
- «Ягідка»

## Меморіальні дошки
На території самого міста — відсутні. На загальній території міста меморіальна дошка розташована на станції Кипуча. У 1943 під час нацистської окупації міста на станції діяв трудовий табір для жінок і дітей. Працею в'язнів використовували на будівництві оборонних споруд.

## Історія зміни адміністративного статусу
- До 1923 року — селище Катеринівка, Новокатеринівка,
- 1923 — селище імені Артема,
- 1938 — селище міського типу Артемівськ
- З 1961 року — місто районного значення Перевальського району Артемівськ
- З 2016 року — місто районного значення Перевальського району Кипуче

## Демографічна ситуація
| 1914  | 1939   | 1989    | 2001   | 2013   |
| ▲ 900 | ▲ 9150 | ▲ 11821 | ▼ 9097 | ▼ 7506 |

### Національний склад
Національний склад населення за даними перепису 2001 року:
| Національність  | Відсоток |
| --------------- | -------- |
| українці        | 51,43%   |
| росіяни         | 44,88%   |
| білоруси        | 1,65%    |
| татари          | 0,63%    |
| азербайджанці   | 0,15%    |
| молдовани       | 0,13%    |
| поляки          | 0,13%    |
| інші/не вказали | 1,00%    |

Розподіл населення за рідною мовою
| № | Розподіл населення за рідною мовою | Кількість | (%)    |
| - | ---------------------------------- | --------- | ------ |
| 1 | Російська                          | 7974      | 87,66  |
| 2 | Українська                         | 1069      | 11,76  |
| 3 | Білоруська                         | 16        | 0,18   |
| 4 | Болгарська                         | 1         | 0,01   |
| 5 | Німецька                           | 1         | 0,01   |
| 6 | Молдовська                         | 1         | 0,01   |
| 7 | Інша                               | 35        | 0,38   |
|   | Загалом                            | 9097      | 100,00 |

## Основні конфесії
- Українська православна церква Московського патріархату
- Українська православна церква Київського патріархату. Церква у Кипучому перебудована із колишнього господарського приміщення шахти і розташована неподалік терикону.

## Освіта
На території міста існує три за формою власності комунальні школи.
- Гімназія № 7 м. Кипуче Перевальської районної ради Луганської області. Профіль навчання — Українська філологія. Побудована осінню 1939 р.[16]
- Спеціалізована школа І-ІІІ ступенів № 8 м. Кипуче Перевальскої районної ради Луганської області. Профіль навчання — художньо-естетичний. Побудована у 1932 р.[17]
- Загальноосвітня школа І-ІІ ступенів № 9 м. Кипуче Перевальської районної ради Луганської області.[18]

Мови навчання у всіх трьох середніх школах — російська.
Серед дошкільних навчальних закладів міста Кипуче, за формою власності один державний, та один комунальний.
- Дошкільний навчальний заклад «Вогник» відособленого підрозділу «Шахта імені Артема». Державний.
- Група короткотривалого перебування дітей. Комунальний.

## Культура
Центром культури міста є побудований в 1961 році «Палац культури ім. Леніна». При ньому працювали в радянські часи гуртки художньої самодіяльності — хоровий, художнього слова, драматичний, естрадний та духовий оркестри, дитячі студії піаністів і баяністів, образотворчого мистецтва, дитячі гуртки фотолюбителів, хоровий, танцювальний, клуб старшокласників. Зараз він знаходиться в поганому стані та потребує ремонту. 9 вересня 1970 р. в Палаці культури імені Леніна відкрито музей трудової та бойової слави м. Артемівська.
- «Меморіал пам'яті жителів Артемівська загиблих в роки Великій Вітчизняній війни»
- «Меморіал загиблим шахтарям»
- «Братська могила Радянських солдатів у період Великій Вітчизняній війни»
- «Пам'ятник борцям за революцію»
- «Обеліск Шахтарської слави»

## Релігія
З періоду Незалежності України у місті діє храм «Всіх Святих».

## Цікаві факти
- Федір Сергєєв (Артем), на честь якого місто носило назву Артемівськ, ніколи в ньому не перебував.

## Життя населення
Звичайне життя складається з оточення двома центрами міста. Це центр праці шахта № 10 імені Артема та центральний ринок. Мешканці ходять на роботу, ринок тощо. Відбуваються внутрішні міграції до Алчевська. На свята більша половинна населення йде на площу, де відбуваються масові гуляння.
- Лідія Бабич — румунська і молдовська оперна співачка (ліричне сопрано) та педагог
- Харитон Ковальов  — радянський політик, депутат Верховної Ради УРСР 4-го та 5-го скликання
- Лідія Пономаренко — українська історикокартографка, геодезитка, топономістка
- Василь Стасюк — Герой Радянського Союзу
- Григір Тютюнник — український письменник-прозаїк
- Володимир Щербань — український політик

Див. також: Категорія: Уродженці Кипучого

## Важливі дати
- День міста відзначається в останню суботу кожного серпня.
- День шахтаря та День заснування шахти відмічається в останню неділю серпня.